# Macrocentrus jacobsoni
Macrocentrus jacobsoni är en stekelart som beskrevs av Gyöö Viktor Szépligeti 1908. Macrocentrus jacobsoni ingår i släktet Macrocentrus och familjen bracksteklar. Inga underarter finns listade i Catalogue of Life.